# São Paulo Futebol Clube (Macapá)
Il São Paulo Futebol Clube, meglio noto come São Paulo, è una società calcistica brasiliana con sede nella città di Macapá, capitale dello stato dell'Amapá.

## Storia
Il club venne fondato ad inizio febbraio 1988 nella città brasiliana di Macapá, ed inizialmente era sponsorizzato da una rete di mercati locali, gestita dal Sig. Rodrisvan Cerqueira, il quale in seguito cominciò anche a prendere parte alle decisioni ufficiali della squadra. Le prime partite disputate dal club furono amichevoli, fino a quando, l'anno successivo, venne iscritto al Campionato Statale. A causa di scelte societarie discutibili, il primo campionato fu pressoché disastroso, al punto da convincere Cerqueira a cessare i propri investimenti nella squadra.
Da quel momento il San Paolo andò in caduta libera, al punto da non disputare più il Campionato Statale. 

Al fine di rilanciare la squadra, i dirigenti cercarono ed ottennero alcuni investimenti esterni ed, oltre a salvare le finanze della squadra, ingaggiarono alcuni atleti di fama locale. La squadra non partecipò al Campionato Statale nel 1993, ma vinse le quattro amichevoli giocate e si classificò seconda al Torneo d'Oro di Macapá, promosso da una catena di negozi locale.
Nel 1994 la squadra tornò a disputare il campionato statale, a seguito di una stagione discreta rispetto a quella precedente. Parteciparono al campionato anche nelle stagioni 1995 e 1996. Tuttavia, la mancanza di pubblico ed il basso guadagno dagli sponsor, disinteressati, generarono una nuova crisi economica. San Paolo licenziò tutti i propri dipendenti e vendette ogni singolo atleta. Nel 1997 la squadra tornò a non disputare il campionato statale, riducendosi a giocare solamente amichevoli, poiché la formazione era composta da soli dilettanti, conoscenti dei dirigenti, e spesso erano volontari.
Negli anni successivi la squadra si riprese economicamente e riuscì a rialzarsi, fino a che, nel 2004, una disputa all'interno del consiglio portò il club alla retrocessione.
Il suo miglior piazzamento in anni recenti fu, nel 2014 un secondo posto nel Campionato Statale.

## Palmarès

### Competizioni statali
Nessun campionato statale vinto

### Altri piazzamenti
- Campionato Amapaense:

Secondo posto 2014
- Campeonato Amapaense Segunda Divisão:

Secondo posto 2007